# Mino Reitano
Mino Reitano   (Fiumara, 7 de desembre de 1944 - Agrate Brianza, 27 de gener de 2009) Beniamino " Mino " Reitano va ser un compositor, cantant i actor italià.
Reitano va néixer a Fiumara, un petit poble de Calàbria. El seu pare, empleat de l'estació de ferrocarril local, era molt apassionat per la música i va animar tots els seus fills a aprendre a tocar cada un, un instrument. Després de tocar durant un període a la banda de música local de la seva localitat, Reitano es va traslladar a Reggio Calàbria, on va estudiar durant vuit anys al Conservatori Francesco Cilea, va aprendre piano, trompeta i violí. A finals de la dècada de 1950, Reitano es va traslladar amb els seus germans a Hamburg, on varen crear una banda de rock'n'roll, Benjamin & His Brothers. Sovint van tocar a l' Star-Club, compartint cartell amb Rory Storm, Tony Sheridan i The Beatles. Després d'un parell d'anys, Reitano va tornar a Itàlia, on va gravar el seu primer senzill, Twist Time . Després d'actuar amb èxit al Festival de Música de Castrocaro, li varen oferir un contracte amb el segell italià Dischi Ricordi, i el 1967 va participar per primera vegada al Festival de Sanremo. El seu primer èxit comercial es va titolar Avevo un cuore (che ti amava tanto) (1968).
Reitano va ser actor i va protagonitzar pel·lícules com Povero Cristo, I'm Crazy About Iris Blond i Long Lasting Days.
Reitano va morir a Agrate Brianza, als 64 anys, d'un Càncer Colonorectal , després d'un llarg període de malaltia.

## Discografia
- 1969 - Mino canta Reitano (Ariston Records, AR 10031)
- 1971 - L'uomo e la valigia (Durium, ms AI 77266)
- 1972 – Ti amo tanto tanto (Durium, ms AI 77296)
- 1973 - Partito per amore (Durium, ms AI 77322)
- 1974 - Tutto Mino (Durium, ms AI 77338)
- 1975 - Dedicato a Frank (Durium, ms AI 77361)
- 1976 – Omaggio alla mia terra (Durium, ms AI 77376)
- 1976 – I miei successi (Ariston Records)
- 1976 - Sogno d'amore (Durium, ms AI 77388)
- 1980 - OK Mister (Mister, MRL 1001)
- 1980 – Le più belle canzoni per nens (Mister, SM 702)
- 1981 - Omaggio a Napoli (Mister, MRL 1002)
- 1985 - Isole d'amore (Five Record, FM 13542)
- 1986 – I cantautori (Five Record, FM 13564)
- 1987 – Questo uomo ti ama (Five Records)
- 1990 – Vorrei (Fonit Cetra)
- 1991 - Mino Reitano Story (Air Plane APCD 2002)
- 1992 – Ma ti sei chiesto mai (Fonit Cetra, MFLP 020)
- 1994 – Canne al vento (BMG)
- 1996 – Il meglio – Dal vivo (DV More Record, DV 2027) (en directe)
- 1999 – Musica tua – i Grandi Successi (antologia)
- 2000 – Flashback – i Grandi successi originali (antologia)
- 2002 – La mia canzone... le mie canzoni (Cassiopea Music, CAS 507630 2)
- 2004 – Itàlia – Dal vivo (DV More Record DV 6744) (en directe)